# Evje og Hornnes
Evje og Hornnes è un comune norvegese della contea di Agder. Si trova nel distretto tradizionale di Setesdal. Il centro amministrativo del comune è il villaggio di Evje. Altri villaggi nel comune includono Åneland, Dåsnesmoen, Flatebygd, Gautestad, Hornnes, Kjetså e Øvre Dåsvatn. Evje og Hornnes divenne un comune il 1º gennaio 1960, con la fusione dei vecchi comuni di Evje e Hornnes. La Strada Nazionale 9 attraversa in direzione nord-sud il comune, lungo il fiume Otra.
Il comune si estende su 550 chilometri quadrati.

## Nome
I comuni di Evje e Hornnes vennero uniti nel 1960 con il nome composto Evje og Hornnes, letteralmente "Evje e Hornnes".
Evje prende il nome da una vecchia fattoria di Evje (antico norvegese: Efja), poiché vi fu costruita la prima chiesa di Evje. Il nome è identico alla parola efja, che significa "vortice", forse in riferimento al vicino fiume Otra.
Hornnes è traducibile letteralmente come "il promontorio a forma di corno". Ciò si riferisce probabilmente alle due penisole a forma di corno che si protendono nel fiume Otra all'ingresso nel lago Breidflå.

## Stemma
Lo stemma è di epoca moderna, venne concesso il 24 aprile 1992. Lo stemma è d'oro con due carri minerari neri al centro, uno sopra l'altro. Questo stemma venne scelto perché l'attività mineraria è stata di grande importanza per l'area già da molti secoli. Una delle più grandi miniere di nichel d'Europa si trova nel comune.

## Geografia
Evje og Hornnes confina con i comuni di Bygland e Froland a nord-est e con Birkenes e Iveland a sud-est (tutti nell'ex-contea di Aust-Agder). A ovest è delimitata da Åseral e Audnedal e a sud dai comuni di Marnardal e Vennesla (tutti nell'ex contea di Vest-Agder).
Il fiume Otra che scorre attraverso Evje og Hornnes è il fiume più grande del distretto di Sørlandet. Scorre dai monti Setesdalsheiene a nord nel comune di Bykle fino al comune di Kristiansand a sud. Il lago Kilefjorden fa parte del fiume Otra, lungo la parte meridionale del comune.
Il lago Gyvatn si trova lungo il confine con Bygland e Åseral. Il lago Høvringsvatnet si trova a circa 10 chilometri a nord-est del centro municipale di Evje. Il lago Byglandsfjorden ha il suo punto più meridionale nella parte settentrionale del comune.

## Storia
La miniera di Flåt nel comune di Evje og Hornnes è stata per un periodo la più grande miniera di nichel d'Europa. La miniera di Flåt entrò in funzione nel 1844 come miniera di rame. Dal 1872 al 1946 fu estratto per il nichel. Nel punto in cui le operazioni furono terminate, era a 422 metri di profondità. Oltre 3 milioni di tonnellate di minerale sono state rimosse e raffinate in 14.500 tonnellate di rame e 20.000 tonnellate di nichel. La tecnologia mineraria locale e la storia mineraria possono essere osservate al museo di Fennefoss, appena fuori dal villaggio di Evje.
Evjemoen è stato un campo militare norvegese, usato dal 1912 al 2002. Il campo si trova a sud di Evje, sulla sponda orientale del fiume Otra, ed era connesso alla ferrovia della Setesdal. Dal 1953 al 1995, Evjemoen è stato utilizzato come area di addestramento per l'unità Infanteriets øvingsavdeling II (IØ2). Il futuro primo ministro norvegese e segretario generale della NATO Jens Stoltenberg servì qui il suo periodo di coscrizione militare. Il campo è stato abbandonato nel dicembre 2002.

## Luoghi d'interesse
- La chiesa di Evje, costruita nel 1891 da Ludvig Karlsen. Bianca, in legno e cruciforme, venne consacrata dal vescovo Johan Christian Heuch;[6][7]
- La chiesa di Hornnes, progettata dall'architetto Lars Larsen Forsæth e costruita nel 1828 nelle vicinanze di una stavkirke probabilmente del 13º secolo e non più esistente, è bianca ed a pianta ottagonale;[6][7]
- Una collezione di oltre 1000 minerali al mineralparken del Setesdal;[8]
- Le parti meno profonde della già citata miniera di nickel sono visitabili, anche con tour guidati nel periodo estivo;[9]
- Anche le 5 cave di pegmatite sul sentiero di 2 chilometri noto come Evje Mineralsti sono accessibili;[10]
- Il fiume Otra, noto sia per la pesca del salmone che per attività sportive quali il rafting.

## Geografia antropica

### Località facenti parte del comune
- Evje, capoluogo e principale villaggio (2.428 abitanti);[11]
- Hornnes, situato sulla riva sinistra dell'Otra, alla confluenza del Dåselva;
- Åneland, 4 chilometri ad est di Evje;
- Dåsnesmoen, a sud-ovest di Evje, sulla strada nazionale 9;
- Flatebygd, 3 chilometri e mezzo a nord.est di Evje;
- Gautestad, sulla riva nord-orientale del lago Høvringsvatnet e circa 12 km a nord-est di Evje;
- Kjetså, appena a sud di Hornnes;
- Øvre Dåsvatn, appena sopra il lago Dåsvatn e a 14 km a nord-ovest di Hornnes.

## Economia
Sono stati sfruttati depositi di nichel, quarzo, feldspato, mica, berillo, minerali REE, scandio e uranio. Al giorno d'oggi viene estratto solo il feldspato ultra-raffinato per le applicazioni dentali. Il turismo è importante per la zona. Il centro commerciale di Evje è di importanza regionale. Inoltre, vi sono alcune industrie ad Evje, come Skibsplast, produttore di barche in vetroresina.